# محمد ابراهیم مفیدی
محمد ابراهیم مفیدی پهلوان اهل تجریش در سال ۱۳۰۲ در  شمیران بدنیا آمد.
پدر او معمار برجسته شمیران بود که آثار در کاخ سعدآباد نیز قابل مشاهده است 
مادر او عصمت تجریشی دختر محمدعلی خان تجریشی و خواهر جیران تجریشی می‌باشد 
او مهمترین پهلوان تجریش است که توانست در سال ۱۳۳۵ طی مسابقه‌ای بسیار طاقت فرسا عنوان پهلوانی ایران را بدست آورد.
.

## زندگی
محمد ابراهیم مفیدی در خانواده‌‌ای نسبتا متمول به دنیا آمد. او در اوایل جوانی مشغول اداره باغ های مادر خود بود. اما پس از مدتی به علاقه خود کشتی  و ورزش باستانی روی آورد او در زورخانه خیابان تابش تجریش کار خود را آغاز کرد وی در کباده کشی مهارت یافت. پس از آن در کشتی نیز مورد تحسین پهلوانان پیشکسوت شمیران و تهران همچون پهلوان سید علی حق شناس کمیاب قرار گرفت. و در همان شمیران در مسابقاتی شرکت می‌کرد. او رابطه بسیار خوبی با سیامک یاسمی و شاپور یاسمی داشت و به اصرار آنها در سال ۱۳۳۲ در فیلم غفلت به کارگردانی علی کسمایی با ناصر ملک‌مطیعی همکاری کرد‌. پس از آن بار دیگر در سال ۱۳۳۴ به دعوت  شاپور یاسمی در فیلم امیر ارسلان نامدار با ایلوش خوشابه و روفیا همبازی شد. اما بعد از آن دیگر به حضور در سینما پایان داد و فعالیت خود را در کشتی ادامه داد. بیشتر مسابقات او در همان مناطق مختلف شمیران اتفاق می‌افتاد و در اکثر اوقات هم برنده بود او تنها در سال ۱۳۳۵ وارد مسابقات کشوری شد. و در مسابقه پایانی در برابر ابوالقاسم سخدری قرار گرفت و در مبارزه‌ای سخت در حالی که محمدرضا پهلوی نیز شاهد مسابقه بود توانست. بازوبند پهلوانی را از آن خود کند. پس از آن نیز دیگر در مسابقات رسمی شرکت نکرد. و بیشتر وقت خود را به اداره قصابی ها و قهوه خانه خود می‌گذراند.    .

## تبار نامه
پدر محمد ابراهیم  محمد مفیدی معمار تجریشی بود اثر کاخ شهرام در مجموعه سعدآباد و تکیه بزرگ تجریش از ساخته های وی میباشد. پدر بزرگ او نیز اکبر خان از زمینداران منطقه تجریش بوده است.
مادر محمد ابراهیم نیز دختر محمدعلی خان تجریشی
حاکم منطقه شمیران و شهر ساوه بود. خاله وی نیز جیران تجریشی همسر ناصرالدین‌شاه بود.

## باغداری
محمد ابراهیم به دعوت پسر عمه‌ی خود مهندس امیرحسینی با هدف ایجاد میوه‌ای ارزان در بازار ایران میوه کیوی که توسط دوست آنها دکتر البرزی از فرانسه وارد ایران شده بود را در باغات خود در استان مازندران  به صورت صنعتی و تجاری کشت کردند. آغاز کار آنها در سال ۱۳۴۷ در روستای سرفقیه آباد بخش نشتارود شهرستان تنکابن و روستای خرم آباد شهرستان تنکابن انجام شد. 
البته لازم به ذکر است که دومین مرغداری بزرگ استان مازندران نیز در سال ۱۳۴۹ در شهرستان تنکابن نیز توسط محمد ابراهیم مفیدی احداث و به بهره برداری رسید و تا سال ۱۳۷۳ نیز فعال بود.

## سال های پایانی
محمد ابراهیم پس انقلاب ۵۷ به حضور خود در زورخانه پایان داد و بعد در سال ۱۳۷۴ نیز  امورات اقتصادی خود را نیز به فرزندانش واگذار کرد و بیشتر وقت خود را در املاک خود در استان مازندران می‌گذراند‌. هر چند در تجریش نیز با چند تن از دوستان خود وقتی را صرف گره گشایی از مشکلات فقرا و رسیدگی به امور ضعفا می‌کرد.
1. ↑  «نسخه آرشیو شده». بایگانی‌شده از اصلی در ۲۷ دسامبر ۲۰۱۵. دریافت‌شده در ۲۷ دسامبر ۲۰۱۵.
2. ↑  هفتاد سال پایداری - خاطرات حسین شاه حسینی - به کوشش امیر طیرانی - نشر چاپخش ۱۳۹۴ - ISBN 978-600-7799-27-8 - صفحهٔ ۴۹۵
3. ↑  پارسی نژاد، خسرو، پهلوان سیدعلی و ابرمردان طهرون، تهران، انتشارات پَرناک، ۱۳۹۵، ص۴۱
4. ↑  http://mamemihan.ir/Post.aspx?Id=2123e8eea09c4559af73cd5eba75de1a&Title=%5Bپیوند+مرده%5D